# Naucalpan de Juárez
Naucalpan de Juárez (mot d'origine nahuatl) est l'un de 125 municipios (équivalent d'une commune ou d'un canton) de l'État de Mexico au Mexique. C'est la municipalité la plus industrialisée de l'État, suivie de la capitale, Toluca. Elle est frontalière à l'est des délégations Miguel Hidalgo et Azcapotzalco, au sud de la municipalité de Huixquilucan, au nord de Tlalnepantla de Baz et d'Atizapán de Zaragoza et à l'ouest Jilotzingo.
Composé de cinq villages d'origine (Francisco Chimalpa, San José Rio Hondo, Remedios, Santiago Tepatlaxco et San Bartolo), trois cent onze colonies et 151 codes postaux, est l'une des municipalités qui contribue le plus au PIB de l'État.
Elle est reconnue pour être, avec sa voisine Huixquilucan, l'une des municipalités ayant la plus grande prospérité économique dans l'État de Mexico, du fait de sa proximité de Mexico et de ses quartiers de classe moyenne supérieure, telles que Ciudad Satélite (es), Lomas Verdes (es) , Paseo del Bosque, entre autres. Toutefois, des problèmes tels que la pauvreté, la pénurie d’eau et la criminalité continuent de poser des problèmes à 32 % de la population de la municipalité, soit près de 300 000 personnes.

## Éléments d'identité

### Toponymie
Le nom Naucalpan est composé de la contraction grammaticale nau: "quatre", calli: "maison" et pain: "place sur"; "Sur les quatre maisons." Le nom de Juárez est ajouté en l'honneur de l'ancien président mexicain Benito Juárez. À l'époque de la Nouvelle-Espagne, comme dans le reste des villes du Mexique actuel, l'altépetl de Naucalpan est consacré à San Bartolomé.
Le 31 août 1874, le village de San Bartolo Naucalpan obtient le rang de bourgade. Le 30 mars 1957, elle est nommée ville. Malgré le titre nouvellement acquis, la situation politique du pays ne lui permet pas de jouir de l'entité territoriale avant le 19 mars 1976, date à laquelle elle reçoit officiellement le nom de "de Juárez", par accord du Congrès de l'État de Mexico pour être le siège de la présidence itinérante de Benito Juárez et son siège provisoire.

### Armoiries

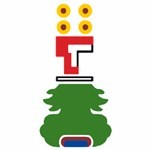

On y voit dans la partie inférieure, un tepetl indiquant le lieu ou l’endroit et le signe de calli, "maison" et dans la partie supérieure, le chiffre Nahui, "quatre". C'est une création beaucoup plus tardive que l'ère pré-hispanique, cependant, chacun des trois symboles qui le composent, les voix Nahua qui l'identifient correspondent au nom ancien que lui ont donné les Mexicas en 1456.

## Histoire

### Époque pré-hispanique[7],[8],[9]

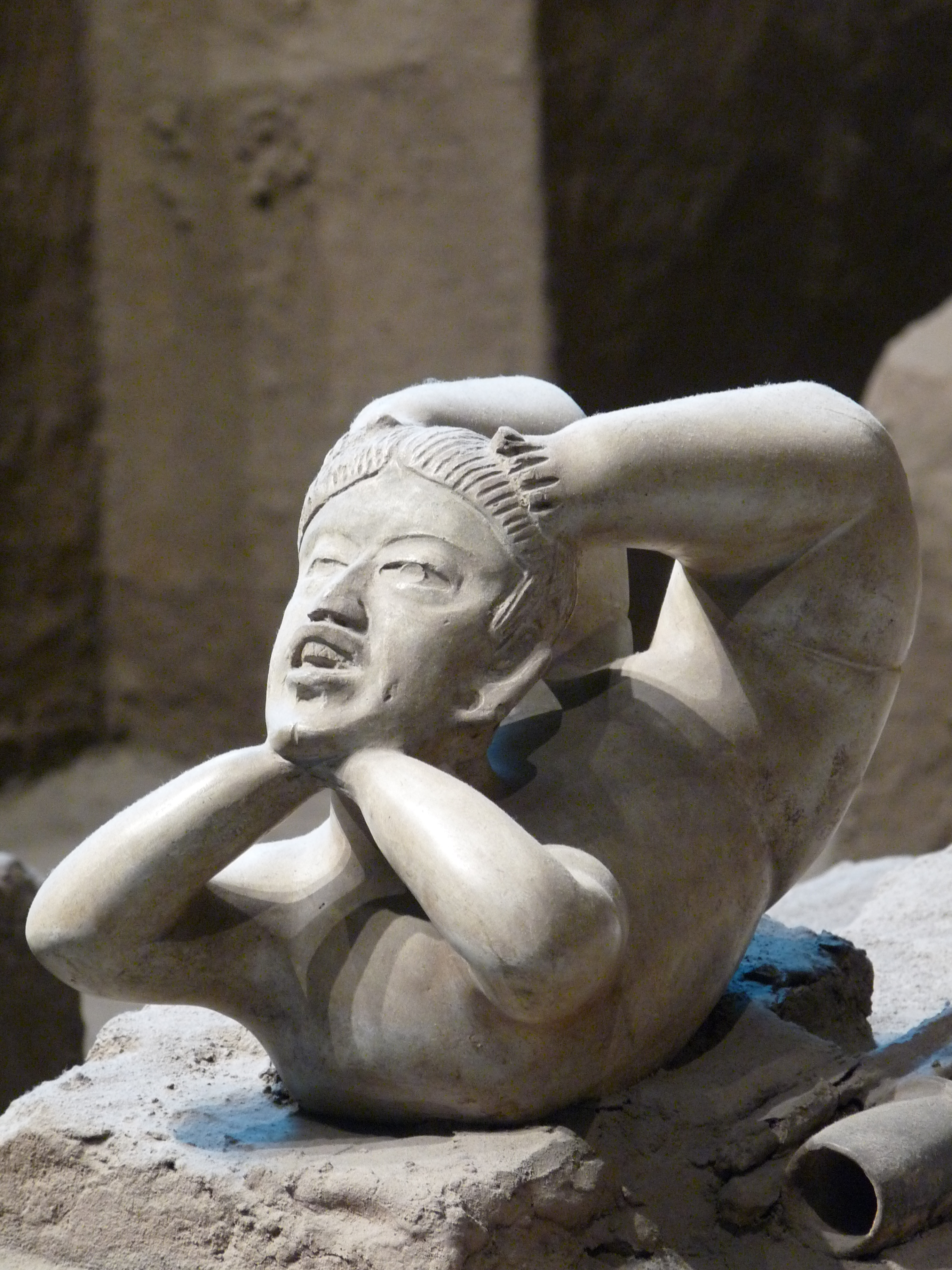
Acrobate de Tlatilco.

Dans le bassin d'Anáhuac, l'activité humaine existe déjà depuis vingt siècles. Au cours de la période préclassique (1400 à 1300 av. J.-C.), un groupe d’olmèques arrive dans la région et contribue de manière significative à la naissance de la civilisation tlatilca, située dans la région actuelle de Los Cuartos, Totolinga, la partie supérieure de San Francisco Chimalpa (es) et le centre de Naucalpan. Les anciens "tlatilquenses", situés sur la colline de Tepalcate, sont attirés par le courant de développement de Teotihuacan.
À l'époque pré-hispanique, il s'agissait à l'origine d'un quartier de Tlacopan (Tacuba) et ses habitants appartenaient à la parcelle Otomí. Les découvertes archéologiques de Tlatilco, parmi lesquelles des vases décorés de jaguars (dont le culte était très répandu) découverts sur les berges du fleuve Hondo, révèlent l'étendue sociale de cette culture, antérieure à celle de nombreux autres de la vallée de Mexico, y inclus celle de Teotihuacan et les Mexicas.
Au cours du préclassique (1400 à 1300 av. J.-C.), un groupe olmèque arrive dans la région et contribue de manière significative à l'enrichissement de la culture de Tlatilco. À partir de 1428, le territoire de Naucalpan appartient à l'empire Tepaneca d'Atzcapotzalco, mais vaincu par la Triple Alliance et dépossédé de tous ses domaines, les monarques de Tenochtitlan le cèdent à la seigneurie de Tlacopan.
En 1521, à la chute du Grand Tenochtitlán, l'armée espagnole domine la Seigneurie de Tlacopan et Naucalpan continue à correspondre à Tlacopan (aujourd'hui Tacuba).
Hernán Cortés accorde à Isabel Moctezuma et Alonso de Grado, en dot et en acompte, la ville de Tacuba et toutes celles qui y sont soumis: Huixquilucan et San Bartolo Naucalpan, entre autres. Pour ses deuxièmes noces, la princesse aztèque Isabel Moctezuma Tecuichpo, avec Juan Cano, elle reçoit la grâce de toute la région de Tetl Olincan (maintenant San Francisco Chimalpa et San Lorenzo Totolinga), où elle cultive des vignes.

### Époque coloniale
À partir de la période de la Nouvelle-Espagne, Naucalpan est un site minier important dans lequel le sable, le gravier et la chaux sont extraits. De même, les principales activités du site comprennent le broyage du charbon pour la maison de la Monnaie, l'extraction de divers matériaux pour la construction d'églises et de bâtiments, notamment la cathédrale de Mexico ou le palais national, dans la ville de Mexico, alors favorisé par sa proximité. La plupart des anciennes mines sont accessibles jusqu'à aujourd'hui, mais elles sont en désuétude en raison de l'explosion démographique et de leur détérioration géographique. La mine Chimalpa continue ses opérations. On pense que c'est à Naucalpan, en 1520, que l'armée d'Hernán Cortés, après avoir fui Tenochtitlan, s'arrête devant la persécution des Mexicas dans la région du Cerro de Otocampulco, où ils pleurent et se plaignent de leur défaite devant les indigènes. L'ahuehuete (type d'arbre) est connu comme l'arbre de la nuit triste. Certains chercheurs affirment que l'emplacement se trouve à Popotla, qui fait aujourd'hui partie de Tacuba, tandis que d'autres historiens affirment qu'il est situé à Totoltepec, aujourd'hui le Cerro de los Remedios.

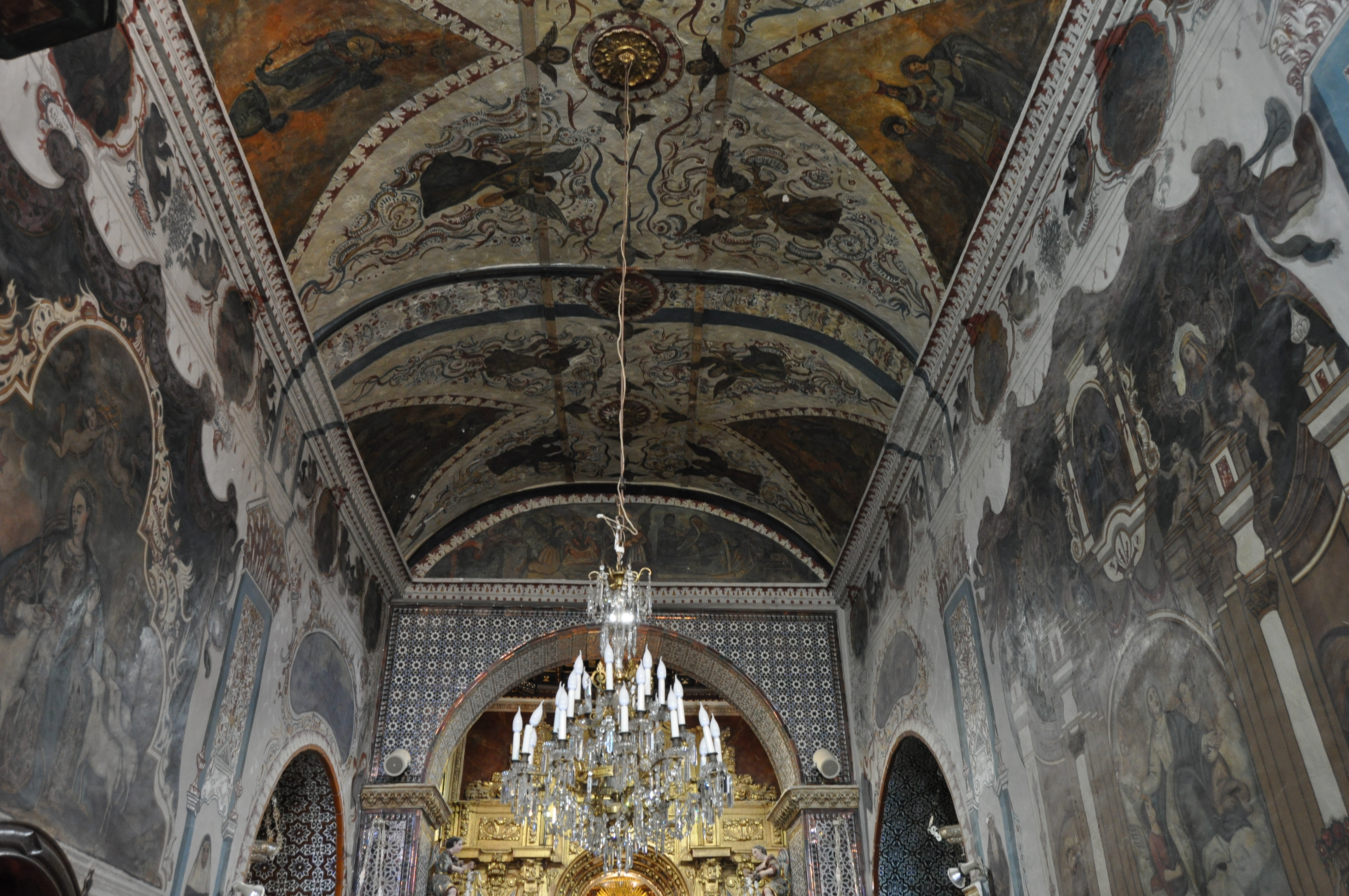
Sanctuaire de Nuestra Señora de Los Remedios

Selon la Mariofanía de la Virgen de los Remedios, rédigée vers le XVIIe siècle, lors de la fuite de Cortés et de ses alliés, en passant par Naucalpan, ils abandonnent l'image d'une vierge au pied d'un maguey. Des années plus tard, le chef indigène Cuauhtli la découvre. Le sanctuaire des remèdes y est construit de 1574 à 1575, sous le gouvernement du vice-roi Martin Enríquez.
En 1521, après la chute de Tenochtitlan et l’évangélisation des cultures mésoaméricaines, Naucalpan est renommé San Bartolomé Naucalpan, l’un des plus anciens temples de la commune est construit en 1595, il est situé à proximité de l’actuelle unité Cuauhtémoc de l’IMSS (Instituto Mexicano del Seguro Social). En 1574 commence la construction du sanctuaire de Nuestra Señora de Los Remedios, qui s’achève en août 1575. Ce sanctuaire est ensuite agrandi et, en 2000, élevé au rang de basilique. À la fin du dix-septième siècle, le maître Ildefonso Iniesta Bejarano commence la construction de l'aqueduc de Los Remedios (maintenant connu sous le nom de "Los Arcos"), après que l'extraction de l'eau échoue avec deux siphons (maintenant connu sous le nom de "Los Caracoles"), afin d'éviter les failles dans l'approvisionnement de l'eau au sanctuaire et la ville de Los Remedios, qui vient de San Francisco Chimalpa,.

### Indépendance du Mexique
En 1810, au début de la guerre d'indépendance du Mexique et en raison de l'avance de l'armée insurgée de Miguel Hidalgo, le vice-roi Francisco Javier Venegas ordonne à l'armée espagnole de porter l'image de la Vierge de los Remedios à la capitale, l'investissant ainsi Gardienne de l'Armée espagnole. Le transfert a lieu le 31 octobre 1810. À la fin de la guerre d'indépendance, Naucalpan devient une partie du territoire voisin de Tlalnepantla, avec son propre gouvernement. Lors de la fondation de l’État de Mexico le 2 mars 1824, des élections sont organisées pour former les municipalités. À la suite de cela, le 1er janvier 1826, Naucalpan est constituée en municipalité.
Naucalpan est le domicile de Benito Juárez à son retour de la Nouvelle-Orléans et de son départ à la retraite. De là, il part pour Querétaro le 5 novembre 1860, plusieurs mois avant d'établir l'union nationale à Mexico. Sous le gouvernement Juárez, Naucalpan entame son processus d'industrialisation. Juárez lui-même inaugure la fabrique de tissus du fleuve Hondo, "Fabrics Factory", en 1869, ainsi que l'actuellement célèbre Puente Mexicas, une route traversant le Rio de los Remedios, qui permet d'établir une communication plus rapide et plus efficace avec Mexico. Parmi les autres entreprises créées au début de l'industrialisation du village, citons La Abeja, l'usine de fil et le Molino de Trigo (moulin de blé). Des années après la mort de Juárez, le 3 septembre 1874, le congrès de l'État de Mexico octroie à Naucalpan le statut de bourgade avec le nom de "Villa de Juárez".

#### Époque de Porfirio Díaz.
Porfirio Diaz inaugure la ligne de chemin de fer Mexico-Acámbaro et la gare de San Bartolo. En 1906, l'éclairage public atteint Naucalpan. Le 8 décembre 1894, une arène est construite avec une structure en bois, appelée Toreo. Cinquante ans plus tard, le Toreo (Cuatro Caminos) est déplacé et reconstruit avec une structure en acier. Demolie aujourd'hui, elle est remplacée par un centre commercial, Plaza Toreo. En plus de la tauromachie, le Toreo accueille également la lucha libre. le logo de la station de métro Cuatro Caminos est la silhouette du dôme aujourd'hui démoli.

### Le Mexique moderne
Naucalpan atteint la catégorie de ville en 1957. La même année commence la construction du complexe résidentiel Ciudad Satélite, sur les terres de Rancho La Herradura, accordé par l’ex-président Miguel Alemán. Le politicien garde une partie du terrain sur lequel il construit un hôtel particulier situé dans Circuito Médicos et conçu par les mêmes architectes responsables de tout le développement. Les années suivantes, la ville connut une forte croissance urbaine, créant des centres résidentiels comme Lomas Verdes, Fuentes de Satelite et Bosques de Echegaray, entre autres.
En 1976, le Congrès de l'État de Mexico attribue à la municipalité le nom de Naucalpan de Juárez. En 1977, le système municipal de développement intégral de la famille DIF (Sistema Municipal para el Desarrollo Integral de la Familia DIF) est créé sous le nom d’Institut national de protection de l’enfance (Instituto Nacional de Protección a la Infancia - INPI); mais c’est en 1977 qu’il fusionne avec l’Institut mexicain d’assistance à l’enfance (Instituto Mexicano de Asistencia a la Niñez - IMAN) et donne naissance au Système de développement intégral de la famille (Sistema para el Desarrollo Integral de la Familia - DIF), dont le principal objectif est de fournir des services d’assistance sociale. En 1981, la zone d'ejido connue sous le nom de "Ejido de Oro" est transformée en parc municipal «Naucalli» et en terrains de football américain.

## Personnalités
Soraya Jiménez (1977-2013), haltérophile, championne olympique en 2000.